# Бахрейнска висша лига
Бахрейнска Първа Дивизия (на арабски: اليمن الوطني لكرة القدم) е клубен турнир по футбол, който води началото си от 1956 година, в който се излъчва шампиона на Бахрейн. Официално пъвенството стартира година по-късно. До 2008 г. надпреварата носи името Премиер лига. Понастоящем Първа дивизия се състои от 10 отбора, като в 18 кръга противниците играят на разменено гостуване. Последният изпада във Втора дивизия, а предпоследния играе бараж с втория от долното ниво. От 2002 до 2009 година първите 4 отбора в крайното класиране на Бахрейн се впускат в елимиационния турнир за Кралската принцова купа. От 2015 година основен спонсор е местната телекомуникационна компания „VIVA“.

## Шампиони
- 1956 – 57: Ал Мухарак
- 1957 – 58: Ал Мухарак
- 1958 – 59: Ал Насър (Манама)
- 1959 – 60: Ал Мухарак
- 1960 – 61: Ал Мухарак
- 1961 – 62: Ал Мухарак
- 1962 – 63: Ал Мухарак
- 1963 – 64: Ал Мухарак
- 1964 – 65: Ал Мухарак
- 1965 – 66: Ал Мухарак
- 1966 – 67: Ал Мухарак
- 1967 – 68: Ал Бахрейн (Мухарак)
- 1968 – 69: Ал Ахли (Манама)
- 1969 – 70: Ал Мухарак
- 1970 – 71: Ал Мухарак
- 1971 – 72: Ал Ахли (Манама)
- 1972 – 73: Ал Мухарак
- 1973 – 74: Ал Мухарак
- 1974 – 75: Ал Араби
- 1975 – 76: Ал Мухарак
- 1976 – 77: Ал Ахли (Манама)
- 1977 – 78: Ал Бахрейн (Мухарак)
- 1978 – 79: Ал Хала (Халат Бу Махер)
- 1979 – 80: Ал Мухарак
- 1980 – 81: Ал Бахрейн (Мухарак)
- 1981 – 82: Ал Рифа (Уест Рифа)
- 1982 – 83: Ал Мухарак
- 1983 – 84: Ал Мухарак
- 1984 – 85: Ал Бахрейн (Мухарак)
- 1985 – 86: Ал Мухарак
- 1986 – 87: Ал Рифа (Уест Рифа)
- 1987 – 88: Ал Мухарак
- 1988 – 89: Ал Бахрейн (Мухарак)
- 1989 – 90: Ал Рифа (Уест Рифа)
- 1990 – 91: Ал Мухарак
- 1991 – 92: Ал Мухарак
- 1992 – 93: Ал Рифа (Уест Рифа)
- 1993 – 94: Ийст Рифа
- 1994 – 95: Ал Мухарак
- 1995 – 96: Ал Ахли (Манама)
- 1996 – 97: Ал Рифа (Уест Рифа)
- 1997 – 98: Ал Рифа (Уест Рифа)
- 1998 – 99: Ал Мухарак
- 1999 – 2000: Ал Рифа (Уест Рифа)
- 2000 – 01: Ал Мухарак
- 2002: Ал Мухарак
- 2002 – 03: Ал Рифа (Уест Рифа)
- 2003 – 04: Ал Мухарак
- 2004 – 05: Ал Рифа (Уест Рифа)
- 2005 – 06: Ал Мухарак
- 2006 – 07: Ал Мухарак
- 2007 – 08: Ал Мухарак
- 2008 – 09: Ал Мухарак
- 2009 – 10: Ал Ахли (Манама)
- 2010 – 11: Ал Мухарак
- 2011 – 12: Ал Рифа (Уест Рифа)
- 2012 – 13: Бусайтин
- 2013 – 14: Ал Рифа (Уест Рифа)
- 2014/15: Ал Мухарак
- 2015/16: Ал Хид (Мухарак)
- 2016/17: Малкия
- 2017/18: Ал Мухарак
- 2018/19: Ал Рифа (Уест Рифа)

## Шампиони (1957 – 2018)
| Клуб       | Град             | Титли | Сезони |
| ---------- | ---------------- | ----- | --- |
| Ал Мухарак | (Мухарак)        | 34    | 1957, 1958, 1960, 1961, 1962, 1963, 1964, 1965, 1966, 1967, 1970, 1971, 1973, 1974, 1976, 1980, 1983, 1984, 1986, 1988, 1991, 1992, 1995, 1999, 2001, 2002, 2004, 2006, 2007, 2008, 2009, 2011, 2015, 2018 |
| Ал Рифа    | (Рифа)           | 11    | 1982, 1987, 1990, 1993, 1997, 1998, 2000, 2003, 2005, 2012, 2014 |
| Ал Бахрейн | (Мухарак)        | 5     | 1968, 1978, 1981, 1985, 1989 |
| Ал Ахли    | (Манама)         | 5     | 1959, 1969, 1972, 1977, 1996. |
| Ал Hасър   |                  | 1     | 1959 |
| Ал Араби   |                  | 1     | 1975 |
| Ал Хала    | (Халат Бу Махер) | 1     | 1979 |
| Ийст Рифа  | (Рифа)           | 1     | 1994 |
| Бусайтин   | (Бусайтин)       | 1     | 2013 |
| Ал Хид     | (Мухарак)        | 1     | 2016 |
| Малкия     | (Малкия)         | 1     | 2017 |